# روبرتو توريس (مغني)
روبرتو توريس هو مغني كوبي، ولد في 10 فبراير 1940 في بلدية جوينيس في كوبا.

## وصلات خارجية
- روبرتو توريس على موقع ميوزك برينز (الإنجليزية)
- روبرتو توريس على موقع أول ميوزيك (الإنجليزية)
- روبرتو توريس على موقع ديسكوغز (الإنجليزية)